# كيم ليتل
كيم ليتل (بالإنجليزية: Kim Little)‏ (المولودة 29 يونيو 1990) لاعبة كرة قدم اسكتلندية تلعب حاليًا مع نادي سياتل رين الأمريكي والمنتخب الاسكتلندي كلاعبة وسط. سبق لليتل أن لعبت لنادي آرسنال و‌ملبورن سيتي وهي الهدافة التاريخية للمنتخب الإسكتلندي. في الفترة التي قضتها مع آرسنال، فاز النادي بالدوري خمس مرات، وبالكأس القاري مرتين، وبكأس الاتحاد ثلاث مرات، وبكأس الدوري مرة واحدة. قبل الست أعوام التي أمضتها مع آرسنال، كانت كيم تلعب لنادي هيبرنيان في الدوري الاسكتلندي للسيدات. وفي الأشهر الثماني عشر التي لعبت فيها للفريق، فاز النادي بلقب الدوري الإسكتلندي الممتاز وكأس اسكتلندا.
لعبت كيم للنادي الإسكتلندي الأول وبعُمر الـ16 عشر عامًا. وكانت إحدى اسكتلنديتين اختيرتا للمشاركة في تشكيلة بريطانيا العظمى التي وصلت إلى ربع نهائي الألعاب الأولمبية الصيفية 2012. عام 2010، تُوجت ليتل بلقب لاعبة العام من قبل الاتحاد الإنجليزي.

## روابط خارجية
- كيم ليتل على موقع الاتحاد الدولي (مؤرشف)  (الإنجليزية)
- كيم ليتل على موقع الاتحاد الأوربي (الإنجليزية)
- كيم ليتل على موقع قاعدة بيانات كرة القدم.إي يو (الإنجليزية)
- كيم ليتل على موقع Soccerway.com (الإنجليزية)
- كيم ليتل على موقع عالم كرة القدم.نت (الإنجليزية)
- كيم ليتل على موقع أوليمبيديا (الإنجليزية)
- كيم ليتل على موقع اللجنة الأولمبية البريطانية (الإنجليزية)